# Kuurne
Kuurne (Frans: Cuerne) is een plaats en gemeente in de Belgische provincie West-Vlaanderen. Kuurne ligt aan de Leie, en is morfologisch sterk vergroeid met de steden Kortrijk en Harelbeke. Kuurne telt iets meer dan 14.000 inwoners.

## Geschiedenis
Het gebied van Kuurne was al bewoond tijdens het neolithicum, wat blijkt uit vondsten van vuurstenen werktuigen en dergelijke. Ook tal van overblijfselen uit de Romeinse tijd werden aangetroffen, zoals een waterput, brandgraven, resten van wijntonnen, aardewerk en een munt uit de tijd van keizer Trajanus.
Kuurne ontstond vermoedelijk in de 11e eeuw. Er vonden toen ontginningen plaats van de bossen en moerassen waardoor de streek was gekenmerkt. De eerste vermelding van Kuurne was in 1123, als villa de Curnes, toen de Abdij van Voormezele hier gronden verwierf. In 1146 werd Kuurne als Cuerna vermeld. Het zou om een voorhistorische naam kunnen gaan, die de heldere betekent.
De oudste met name genoemde heer van Kuurne is Jakob van Halewijn, die ook heer van Gavere en Halewijn was. Hij overleed in 1262. Daarna bleef het een grafelijke heerlijkheid, en pas in 1564 werd de heerlijkheid in pacht gegeven aan Jan de Tollenaere. In 1642 kwam de heerlijkhed aan Rogier-Robrecht Rulant en in 1716 aan Karel Mesdagh. De laatste heer was Jos Emmanuel le Paige en diens wapenschild werd in 1980 aangewezen als het wapen van Kuurne.
Een kerk in Kuurne werd voor het eerst vermeld in 1146, toen het patronaatsrecht geschonken werd aan de Sint-Maartensabdij van Doornik.
Gedurende de 14e eeuw werd de lakennijverheid geleidelijk door de vlasnijverheid vervangen en midden 15e eeuw werd deze in de Leievallei geïntroduceerd. Deze nijverheid kwam in de 16e eeuw tot bloei. Het vlasroten gebeurde in rootgrachten die gevuld werden met Leiewater. Veel linnen vond aftrek in Latijns-Amerika.
De 2e helft van de 17e eeuw werd gekenmerkt door oorlogen en pas na de Spaanse Successieoorlog brak weer een bloeiperiode aan voor de linnenindustrie. Omstreeks 1750 werd de Brugsesteenweg aangelegd.
De Franse tijd bracht in 1798 de Boerenkrijg met zich mee, die ook in Kuurne van belang was, maar slechts kort heeft geduurd.
Ondertussen nam de vlasnijverheid weer toe in belang. In 1810 werd het vrij roten in de Leie toegestaan. Omstreeks 1880 kwamen de eerste industriële vlasbedrijven: er ontstonden zwingelarijen al dan niet in de vorm van zwingelmolens. In 1847 kwam er een spoorweg.
In het begin van de 20e eeuw nam het belang van de vlasnijverheid alleen maar toe, en velen kwamen ook in Kuurne wonen. Vooral vanaf 1930 werden vele vlasbedrijven gemechaniseerd.
Tot de helft van de twintigste eeuw was de Leie de belangrijkste economische ader van Kuurne. Niet alleen voor het transport, maar ook voor het roten van het vlas dat diende voor de textielindustrie. Getuige daarvan nog steeds de verschillende textielbedrijven in de industriezone Heule-Kuurne en de vroegere vlasroterij Sabbe in het Vlaspark.
Kuurne heeft tegenwoordig vooral een belangrijke woonfunctie in de Kortrijkse agglomeratie, met uitgebreide sociale huisvesting.

## Kernen
De gemeente Kuurne heeft geen deelgemeenten. Op het grondgebied bevinden zich toch drie woonkernen en een dorp.
In het zuiden, nabij de Leie ligt de historische kern van Kuurne zelf, met de Sint-Michielsparochie. Hieruit is Kuurne als kerkdorp ontstaan en uitgegroeid. Naast deze oude kern groeide de gemeente lange tijd vooral uit langs de invalswegen of nieuwe straten rond de kerk. Vanaf de jaren 50 groeide de bebouwing echter sterk uit door de aanleg van verscheidene nieuwe wijken.
Iets noordelijker ligt de parochie Sint-Pieter. Deze kern ontstond iets ten zuiden van de kruising van de Brugsesteenweg (N50) en de weg van Kuurne naar Lendelede. Pas halverwege de twintigste eeuw groeide deze kern uit en werd het een aparte parochie. Door toenemende woonuitbreiding is de kern met Kuurne zelf vergroeid. Een echt centrumplein of winkelcentrum heeft de kern niet, en de bevolking is grotendeels aangewezen op Kuurne zelf of handelszaken langs de Brugsesteenweg.
In het noorden ligt Sint-Katrien. Deze parochie ligt slechts gedeeltelijk in Kuurne; de kern ligt op de grens van Lendelede, Heule (deelgemeente van Kortrijk) en Kuurne. Sint-Katrien is een duidelijk afzonderlijke en landelijke kern.
Kathoek is een dorp op het grondgebied van Kuurne. Het is gesplitst in twee woonkernen, Vijverhoek en Kasteelhoek. Het dorp ligt ten westen van het centrum van Kuurne.
|     | Naam                             |
| --- | -------------------------------- |
| I   | Kuurne (centrum)                 |
| II  | Sint-Katrien                     |
| III | Sint-Pieter                      |
| IV  | Kathoek -Vijverhoek -Kasteelhoek |

De gemeente Kuurne grenst aan volgende dorpen en gemeenten:

Kuurne, kernen en buurgemeenten. De gele gebieden zijn bebouwde kernen.

| - a. Kortrijk (stad Kortrijk) - b. Heule (stad Kortrijk) - c. Lendelede (gemeente Lendelede) |

| - d. Hulste (stad Harelbeke) - e. Bavikhove (stad Harelbeke) - f. Harelbeke (stad Harelbeke) |

## Bezienswaardigheden
- Architecturale bijzonderheid is de Sint-Pieterskerk die opgebouwd is uit vier hyperbolische paraboloïden.
- De modern gerenoveerde neogotische Sint-Michielskerk
- De Sint-Catharinakerk in de buurtschap Sente
- Het gemeentehuis, aan Marktplein 9, van 1975.
- De Stokerijmolen Kuurne
- De Hoeve Vandewalle.
- In het Vlaspark bevindt zich de vroegere roterij Sabbe.

## Zendstation
Op 50.87257 N 3.26302 E stond een middengolfzender van BRT, die werkte op 1188 kHz met een vermogen van 5 kW.

## Natuur
Kuurne ligt aan de Leie, die ten behoeve van het scheepvaartverkeer werd rechtgetrokken. De Heulebeek mondt hier in de Leie uit. Het gebied van Kuurne heeft een hoogte van 12,5 tot 23 meter. Het gebied van Kuurne is dicht bebouwd, met enkel in het noordwesten nog open gebied. Naast de Heulebeek stromen nog drie andere beken doorheen Kuurne grondgebied: de Langebeek, de Hazebeek en de Vaernewijckbeek. Vroeger stroomde de Oude Ieperbeek ook doorheen Kuurne, maar deze werd drooggelegd.
Groene zones zijn er ter hoogte van een oude Leiearm en het overstromingsgebied van de Heulebeek (het Heulebeekdomein).
De Groene Long is een milieugericht project van landschapsarchitectuur. In Kuurne mondt de Heulebeek uit in de Leie.
Rond een deel van de Heulebeek, tussen het containerpark, de pastorij en taverne De Leiemeersen ligt het Vlaspark. Dit 14.000 m² grote park werd officieel geopend met een feest op 8 en 9 mei 2018. Vroeger werd er vlas geteeld en geroot op de plaats waar dit park van ligt, vandaar ook de naam. In het Vlaspark ligt onder andere een oud gebouw van de vlasroterij Sabbe.

## Demografische ontwikkeling
- Bronnen:NIS, Opm:1831 tot en met 1981=volkstellingen; 1990 en later= inwonertal op 1 januari

| Inwoners van jaar tot jaar op 1 januari 1992 tot heden | Inwoners van jaar tot jaar op 1 januari 1992 tot heden | Inwoners van jaar tot jaar op 1 januari 1992 tot heden |
| jaar                                                   | Aantal                                                 | Evolutie: 1992=index 100                               |
| ------------------------------------------------------ | ------------------------------------------------------ | ------------------------------------------------------ |
| 1992                                                   | 12.684                                                 | 100,0                                                  |
| 1993                                                   | 12.835                                                 | 101,2                                                  |
| 1994                                                   | 12.851                                                 | 101,3                                                  |
| 1995                                                   | 12.898                                                 | 101,7                                                  |
| 1996                                                   | 12.961                                                 | 102,2                                                  |
| 1997                                                   | 12.909                                                 | 101,8                                                  |
| 1998                                                   | 12.845                                                 | 101,3                                                  |
| 1999                                                   | 12.773                                                 | 100,7                                                  |
| 2000                                                   | 12.785                                                 | 100,8                                                  |
| 2001                                                   | 12.684                                                 | 100,0                                                  |
| 2002                                                   | 12.650                                                 | 99,7                                                   |
| 2003                                                   | 12.648                                                 | 99,7                                                   |
| 2004                                                   | 12.584                                                 | 99,2                                                   |
| 2005                                                   | 12.516                                                 | 98,7                                                   |
| 2006                                                   | 12.591                                                 | 99,3                                                   |
| 2007                                                   | 12.626                                                 | 99,5                                                   |
| 2008                                                   | 12.654                                                 | 99,8                                                   |
| 2009                                                   | 12.775                                                 | 100,7                                                  |
| 2010                                                   | 12.902                                                 | 101,7                                                  |
| 2011                                                   | 12.967                                                 | 102,2                                                  |
| 2012                                                   | 12.961                                                 | 102,2                                                  |
| 2013                                                   | 13.052                                                 | 102,9                                                  |
| 2014                                                   | 13.105                                                 | 103,3                                                  |
| 2015                                                   | 13.084                                                 | 103,2                                                  |
| 2016                                                   | 13.140                                                 | 103,6                                                  |
| 2017                                                   | 13.219                                                 | 104,2                                                  |
| 2018                                                   | 13.318                                                 | 105,0                                                  |
| 2019                                                   | 13.484                                                 | 106,3                                                  |
| 2020                                                   | 13.676                                                 | 107,8                                                  |
| 2021                                                   | 13.794                                                 | 108,8                                                  |
| 2022                                                   | 13.975                                                 | 110,2                                                  |
| 2023                                                   | 14.033                                                 | 110,6                                                  |
| 2024                                                   | 14.145                                                 | 111,5                                                  |
| 2025                                                   | 14.244                                                 | 112,3                                                  |

## Ezelsgemeente
Inwoners van Kuurne worden ezels genoemd. Een spotnaam die de Kortrijkzanen hen smalend gaven, toen de Kuurnenaren vroeger voor dag en dauw met ezel en kar, beladen met groenten, naar de ochtendmarkt te Kortrijk trokken.
Een andere legende gaat als volgt: lang geleden, op Aswoensdag moest de priester naar een begrafenis. Hij liet zich in de aswoensdagviering vervangen door de koster. Die kon de Latijnse woorden "Memento, homo, quia pulvis es, et in pulverem reverteris", niet onthouden. Uiteindelijk sprak de priester hem: "Ge zijt ezel geboren, ezel zult ge sterven". "Ha," zei de koster, "dat zal ik wel onthouden!" en met deze woorden gaf hij de Kuurnenaren hun askruisje.
De bekendste ezel in Kuurne is 'Ambroos'.

## Politiek

### Structuur
| Kuurne           | Kuurne           | Supranationaal         | Nationaal                         | Nationaal                         | Gemeenschap               | Gewest                    | Provincie                 | Arrondissement  | Provinciedistrict | Kanton          | Gemeente        |
| ---------------- | ---------------- | ---------------------- | --------------------------------- | --------------------------------- | ------------------------- | ------------------------- | ------------------------- | --------------- | ----------------- | --------------- | --------------- |
| Administratief   | Niveau           | Europese Unie          | België                            | België                            | Vlaanderen                | Vlaanderen                | West-Vlaanderen           | Kortrijk        | Kortrijk          | Kortrijk        | Kuurne          |
| Administratief   | Bestuur          | Europese Commissie     | Belgische regering                | Belgische regering                | Vlaamse regering          | Vlaamse regering          | Deputatie                 | Deputatie       | Deputatie         | Deputatie       | Gemeentebestuur |
| Administratief   | Raad             | Europees Parlement     | Kamer van volksvertegenwoordigers | Kamer van volksvertegenwoordigers | Vlaams Parlement          | Vlaams Parlement          | Provincieraad             | Provincieraad   | Provincieraad     | Provincieraad   | Gemeenteraad    |
| Kiesomschrijving | Kiesomschrijving | Nederlands Kiescollege | Kieskring West-Vlaanderen         | Kieskring West-Vlaanderen         | Kieskring West-Vlaanderen | Kieskring West-Vlaanderen | Kieskring West-Vlaanderen | Kortrijk-Ieper  | Kortrijk          | Kortrijk        | Kuurne          |
| Verkiezing       | Verkiezing       | Europese               | Federale                          | Federale                          | Vlaamse                   | Vlaamse                   | Provincieraads-           | Provincieraads- | Provincieraads-   | Provincieraads- | Gemeenteraads-  |

### Geschiedenis
De gemeenteraadsverkiezingen van zondag 8 oktober 2006 resulteerden in een verlies van 3 zetels voor CD&V ten koste van het Vlaams Belang dat in Kuurne voor de eerste maal aan de gemeenteraadsverkiezingen deelnam. Kartel, een samengaan van VLD, N-VA en onafhankelijken, behield haar 10 zetels. De lijst sp.a-groen!-spirit behield tevens haar 4 zetels.
De bewindsploeg voor 2000-2006 bestond uit Kartel en sp.a met aan het hoofd burgemeester Carl Vereecke (VLD). Voor de ambtstermijn 2007-2012 is Carl Vereecke opnieuw de burgervader. Kartel ruilde echter, op verzoek van de partners N-VA en onafhankelijken, de sp.a als coalitiepartner ten voordele van CD&V. Bijgevolg heeft de nieuwe bewindsploeg Kartel-CD&V een ruime meerderheid van 16 zetel op een totaal van 23.
Voor de gemeenteraadsverkiezingen van 2006 hadden de christendemocraten zich opnieuw verenigd op de lijst CD&V. In 2000 waren de christendemocraten nog verdeeld over de lijst CVP (5 zetels) en de lijst Visie van ACW-strekking (4 zetels). Ondanks de hereniging van alle christendemocratische krachten op één lijst, behaalde CD&V toch maar 6 zetels bij de gemeenteraadsverkiezingen van 2006. Ondanks deze slechte electorale score, maakt CD&V deel uit van het nieuwe bestuur. Bijgevolg kan CD&V beschouwd worden als de morele overwinnaar van deze gemeenteraadsverkiezingen.

### Burgemeesters

#### Voor 2013
- 1965-1970 : Paul Vangansbeke
- 1971-1988 : André Deylgat
- 1989-1994 : Dries Vandekerckhove
- 1995-2000 : Paul Vangansbeke
- 2001-2012 : Carl Vereecke
- 2013-... : Francis Benoit

#### 2013-2018
Burgemeester was Francis Benoit (CD&V). Hij leidde een coalitie bestaande uit CD&V, N-VA en sp.a+Groen. Samen vormen ze de meerderheid met 18 op 23 zetels.

#### 2018-2024
Francis Benoit (CD&V) bleef burgemeester. De coalitie van CD&V, N-VA en sp.a+Groen werd hernieuwd en beschikte nog steeds over een meerderheid met 18 op 23 zetels.

#### 2024-2030
Bij de verkiezingen van oktober 2024 trok Francis Benoit naar de kiezer met de lijst Burg+, samengesteld uit CD&V, Open Vld en enkele onafhankelijke kandidaten. De lijst behaalde de absolute meerderheid met 14 op 23 zetels, maar besloot N-VA mee te nemen in de coalitie, die hierdoor over 19 zetels beschikte.

### Resultaten gemeenteraadsverkiezingen sinds 1976
| Partij               | Partij                                                               | 10-10-1976 | 10-10-1976 | 10-10-1982 | 10-10-1982 | 9-10-1988 | 9-10-1988 | 9-10-1994 | 9-10-1994 | 8-10-2000 | 8-10-2000 | 8-10-2006 | 8-10-2006 | 14-10-2012 | 14-10-2012 | 14-10-2018 | 14-10-2018 | 13-10-2024 | 13-10-2024 |
| Stemmen / Zetels     | Stemmen / Zetels                                                     | %          | 21         | %          | 23         | %         | 23        | %         | 23        | %         | 23        | %         | 23        | %          | 23         | %          | 23         | %          | 23         |
| -------------------- | -------------------------------------------------------------------- | ---------- | ---------- | ---------- | ---------- | --------- | --------- | --------- | --------- | --------- | --------- | --------- | --------- | ---------- | ---------- | ---------- | ---------- | ---------- | ---------- |
|                      | VISIEA                                                               | -          |            | -          |            | -         |           | 30,59A    | 8         | 16,88A    | 4         | -         |           | -          |            | -          |            | -          |            |
|                      | CVP1/ CD&V2/ Burg+E                                                  | 14,731     | 3          | 46,891     | 13         | 46,351    | 12        | 30,59A    | 8         | 20,421    | 5         | 25,92     | 6         | 27,32      | 7          | 41,02      | 10         | 54,2E      | 14         |
|                      | PVV1/ BANDB/ KARTELC/ Lijst Burgemeester2/ Nieuw Kuurne/VLD3/ Burg+E | 8,691      | 1          | 11,961     | 2          | 34,65B    | 8         | 46,22C    | 12        | 40,19C    | 10        | 40,1C     | 10        | 31,422     | 8          | 22,43      | 5          | 54,2E      | 14         |
|                      | VU1/ BANDB/ KARTELC/ N-VA2                                           | 12,121     | 2          | 15,881     | 3          | 34,65B    | 8         | 46,22C    | 12        | 40,19C    | 10        | 40,1C     | 10        | 20,352     | 5          | 19,02      | 4          | 21,22      | 5          |
|                      | SP1/ sp.a+GroenD/ Vooruit-GroenF                                     | -          |            | 20,381     | 5          | 16,741    | 3         | 15,491    | 3         | 13,521    | 3         | 18,87D    | 4         | 13,25D     | 3          | 17,7D      | 4          | 13,9F      | 1          |
|                      | Agalev1/ sp.a+GroenD/ Vooruit-GroenF                                 | -          |            | 4,891      | 0          | -         |           | 6,591     | 0         | 8,991     | 1         | 18,87D    | 4         | 13,25D     | 3          | 17,7D      | 4          | 13,9F      | 1          |
|                      | Vlaams Belang                                                        | -          |            | -          |            | -         |           | -         |           | -         |           | 15,13     | 3         | 6,26       | 0          | -          |            | -          |            |
|                      | KVP                                                                  | 37,86      | 9          | -          |            | -         |           | -         |           | -         |           | -         |           | -          |            | -          |            | -          |            |
|                      | GEMBEL                                                               | 26,59      | 6          | -          |            | -         |           | -         |           | -         |           | -         |           | -          |            | -          |            | -          |            |
|                      | NIEUW Kuurne                                                         | -          |            | -          |            | -         |           | -         |           | -         |           | -         |           | -          |            | -          |            | 10,7       | 2          |
| Anderen(*)           | Anderen(*)                                                           | -          |            | -          |            | 2,25      | 0         | 1,11      | 0         | -         |           | -         |           | 1,43       | 0          | -          |            | -          |            |
| Totaal stemmen       | Totaal stemmen                                                       | 8195       | 8195       | 8912       | 8912       | 9174      | 9174      | 9472      | 9472      | 9349      | 9349      | 9434      | 9434      | 9418       | 9418       | 9741       | 9741       | 6611       | 6611       |
| Opkomst %            | Opkomst %                                                            |            |            |            |            | 96,81     | 96,81     | 95,28     | 95,28     | 94,21     | 94,21     | 95,26     | 95,26     | 92,89      | 92,89      | 94,3       | 94,3       | 62,3       | 62,3       |
| Blanco en ongeldig % | Blanco en ongeldig %                                                 | 3,69       | 3,69       | 4,28       | 4,28       | 4,03      | 4,03      | 6         | 6         | 5,94      | 5,94      | 3,46      | 3,46      | 5,13       | 5,13       | 4,9        | 4,9        | 1,9        | 1,9        |

De zetels van de gevormde meerderheid staan vetjes afgedrukt. De grootste partij is in kleur.

De rode cijfers naast de gegevens duiden aan onder welke naam de partijen telkens bij een verkiezing opkwamen.

(*) 1988: GMB / 1994: SRD / 2012: PVDA+

## Evenementen
Kuurne is bekend als de start- en finishplaats van de wielerwedstrijd Kuurne-Brussel-Kuurne.
Op de hippodroom vinden wekelijks drafwedrennen plaats.
Het eerste weekend van oktober, op het katholieke naamfeest van Sint-Michiel, vinden de ezelsfeesten plaats, alles staat dan in het teken van de ezel. Een en ander wordt georganiseerd door het Gemeentelijk feestcomité Kuurne en De Orde Van De Ezel.
Op vrijdagavond van het kermis weekend wordt de halve marathon "Rapper dan een ezel" gelopen met meer dan zevenhonderd deelnemers. Er is ook een ezelsjogging van 2 of 6 km (naar keuze) met bijna duizend lopers, waarbij een deel van het inschrijvingsgeld naar het goede doel gaat.
Op het vernieuwde marktplein in Kuurne is er sinds 22 augustus 2007 een wekelijkse marktdag op woensdag.
Sinds 2011 is er elke tweede zaterdag van juli het gratis festival P'LatseDoen. De voorbije jaren traden onder meer Gorki, Meuris, Soulsister, Urbanus & de Fanfaar, Het Zesde Metaal, Wally, Fleddy Melculy, Willow, Compact Disk Dummies, Buurman, Preuteleute, Raymond van het Groenewoud en heel veel lokaal talent er op. De laatste editie van dit festival was op 12 juli 2025.

## Bekende Kuurnenaren
- De cartoonist Nesten woonde in Kuurne.
- Evariste Carpentier, romantisch schilder
- Michel Depypere, landschapsschilder
- Ever Meulen, cartoonist, geboren in Kuurne.
- Piet Huysentruyt, chef-kok vooral bekend door zijn kookprogramma's op televisie
- David Duits, graffiti- en airbrush-artiest
- Jef Verhelst, wielrenner, geboren in Kuurne
- Charlotte Deldaele, triatlete
- Oshin Derieuw, bokster
- Christiaan Ravych, profvoetballer

## Zustersteden
Officiële jumelages
- Chiuza (Roemenië), sinds 1999
- Cluj-Napoca (Roemenië), sinds 1999
- Marcq-en-Barœul (Frankrijk), sinds 2009
- Kuressaare, Estland (1998)

## Nabijgelegen kernen
Sente, Hulste, Bavikhove, Lendelede, Heule, Kortrijk, Harelbeke